# Agente 00
Agente 00 são personagens fictícios da literatura e da cinematografia do espião britânico James Bond, agente 007, criados por Ian Fleming. A seção 00 do MI-6 é considerada a elite do Serviço Secreto Britânico. Os agentes com prefixo 00 já mostraram capacidade suficiente no campo da espionagem para receberem "licença para matar", autorização especial para cometerem atos de assassinato ou outras ações controversas em suas missões em prol do país e de seus aliados, sem necessidade de permissão anterior da direção do MI-6. O livro Moonraker, escrito em 1954, estabelece que a seção tem ao menos três destes agentes; nos filmes, começando por 007 contra a Chantagem Atômica (1965) e na decorrência da série, o número mínimo é de nove agentes 00 com possibilidade de mais. 

## Características
Em seu primeiro livro, Casino Royale, e no filme de 2006, o conceito de agente 00 é apresentado e, nas palavras de Bond, significa que ""que você teve para matar um sujeito a sangue frio no curso de algum atribuição".  O código 00 de Bond, 007 (no original sempre chamado de "double-o-seven") lhe foi atribuído porque ele teve que matar dois adversários anteriormente. No segundo livro, Live and Let Die, o código 00 significa uma morte passada; somente no terceiro livro, Moonraker, é que o numeral 00 significa uma "licença para matar". A partir daí os livros de Fleming são ambíguos quanto à limitação da licença para matar dos 00.
No livro Moonraker, de Fleming, a aposentadoria dos agentes 00 se dá aos 45 anos; nos livros de John Gardner, escritos após a morte do criador do personagem nos anos 80 e 90, isto é contradito quando ele se refere a um agente 00 já com cinquenta e tantos anos de idade; A Essência do Mal, escrito por Sebastian Faulks em 2008, cita M dando a oportunidade a Bond de se retirar quando desejar. Fleming menciona apenas um total de cinco agentes 00 em todas suas histórias e, em Moonraker, James Bond é o mais veterano dos três citados, os outros dois são 008 – que tinha acabado de escapar de Berlim Oriental – e 0011 – desaparecido em Singapura dois meses antes. Os três homens dividem um escritório e uma secretária chamada Loelia Ponsonby, um nome, como vários criados por Fleming, baseado numa pessoa real, a Duquesa de Westminster; livros posteriores mencionam mais dois, 009 em Thunderball e 006 em On Her Majesty's Secret Service. Autores posteriores expandiram o número de 00s. Apesar de teoricamente serem enviados em missões tão perigosas quanto as de Bond, pouco sobre eles é revelado, seja nos livros ou nos filmes. Alguns deles receberam nomes, tanto por Fleming quanto por outros autores, além de referências sobre registros de seus serviços militares, o que sugere que os agentes 00 sejam recrutados – como James Bond foi – nas Forças Especiais Britânicas e nas Forças Armadas.
No cinema, a seção 00 é um discreto departamento do MI-6 cujos agentes se reportam diretamente a M e tendem a ser enviados em missões especiais problemáticas, frequentemente envolvendo agentes traidores ou desonestos da Grã-Bretanha ou de outros países, ou em situações onde uma operação de inteligência comum descobre atividades terroristas ou criminosas muito sensíveis par serem combatidas com os métodos usuais ou medidas legais, e onde a "licença para matar" pode se tornar necessária para resolver a situação. O único agente 00 até hoje retratado no cinema além de Bond com grande participação na história, e mesmo assim quando já tinha se tornado um ex-agente 00 e traidor, foi Alec Trevelyan, ex-006, o vilão de 007 contra Goldeneye (1995).

## Nos filmes
Os agentes 00 abaixo foram todos mencionados nas telas em filmes de James Bond. Agentes 00 adicionais, de 001 a 0012, foram já mencionados na literatura de Fleming e em quadrinhos.
- 002 – Bill Fairbanks, assassinado por Francisco Scaramanga em Beirute, em 007 contra o Homem da Pistola de Ouro, leva Bond a investigar sua morte. Um 002 diferente e sem nome revelado é capturado durante a sequência inicial pré-títulos de 007 Marcado para a Morte (1987).[1]
- 003 – Corpo encontrado num barranco de neve na Sibéria de onde Bond retira um chip escondido num camafeu no começo de 007 Na Mira dos Assassinos (1985).[1]
- 004 – Morto em Gibraltar durante a sequência inicial pré-títulos de 007 Marcado para a Morte (1987).[1]
- 005 – Apontado durante um funeral em 007 contra a Chantagem Atômica.
- 006 – Alec Trevelyan, antes um amigo e aliado de Bond no MI-6, dado como morto por nove anos, retorna com nome próprio e principal antagonista de Bond em 007 contra Goldeneye (1995).[4]
- 007 – James Bond, o único com este código.
- 008 – Mencionado várias vezes por M em múltiplos filmes, o primeiro 007 contra Goldfinger (1964) e o último 007 Marcado para a Morte (1987), mas nunca apareceu em cena. [1]
- 009 – Um dos poucos 00 além de Bond com presença em cena, mesmo assim sem fala e com o rosto mascarado, faz uma espetacular entrada na embaixada britânica em Berlim Oriental no início de 007 contra Octopussy, vestido de palhaço e segurando um ovo Fabergé, quando está morrendo depois de esfaqueado pelos dois capangas gêmeos do vilão Kamal Khan, Mischka & Grischka.[1] Ele também é mencionado mais duas vezes em filmes posteriores: em 007 - O Mundo Não é o Bastante (1999) é citado como o autor do tiro que deixou anteriormente uma bala encravada no crânio do vilão Renard e em 007 contra SPECTRE (2015) como o destinatário do novo carro Aston Martin que Bond acaba roubando dos domínios de Q.
- Agentes 00 não-identificados são vistos brevemente em 007 contra a Chantagem Atômica quando M convoca todos os agentes 00 da Europa e ele participa do encontro junto a outros oito anônimos 00.[1]